# Evento meteorico del 6 giugno 2002
L'evento meteorico del 6 giugno 2002 è stato un evento meteorico di rilevante potenza, come ne avvengono in media una decina all'anno nell'atmosfera della Terra, che a causa del particolare momento in cui è accaduto ha ricevuto il suo momento di celebrità.

## Informazioni sul fenomeno
L'evento meteorico è accaduto il 6 giugno 2002 al di sopra del Mediterraneo orientale, tra Creta e la Libia, alle coordinate 34° N, 21° E, alle 04 H 28 M 20 S T.U. e ha sprigionato una potenza di 26 kt (chilotoni).

## Risonanza mediatica
La sua notorietà è dovuto al fatto che l'evento è successo durante un periodo di forte tensione tra il Pakistan e l'India causata dalla questione del Kashmir. Si è speculato molto su cosa sarebbe potuto succedere se l'evento, per molti versi simile all'esplosione di una bomba atomica, fosse accaduto al di sopra del Kashmir o di uno dei due Paesi, entrambi dotati di armamento nucleare: per alcuni un simile evento, se la sua natura non fosse stata immediatamente riconosciuta da entrambi i Paesi, avrebbe potuto scatenare un conflitto nucleare.